# Мечеть Султана Хуссейна

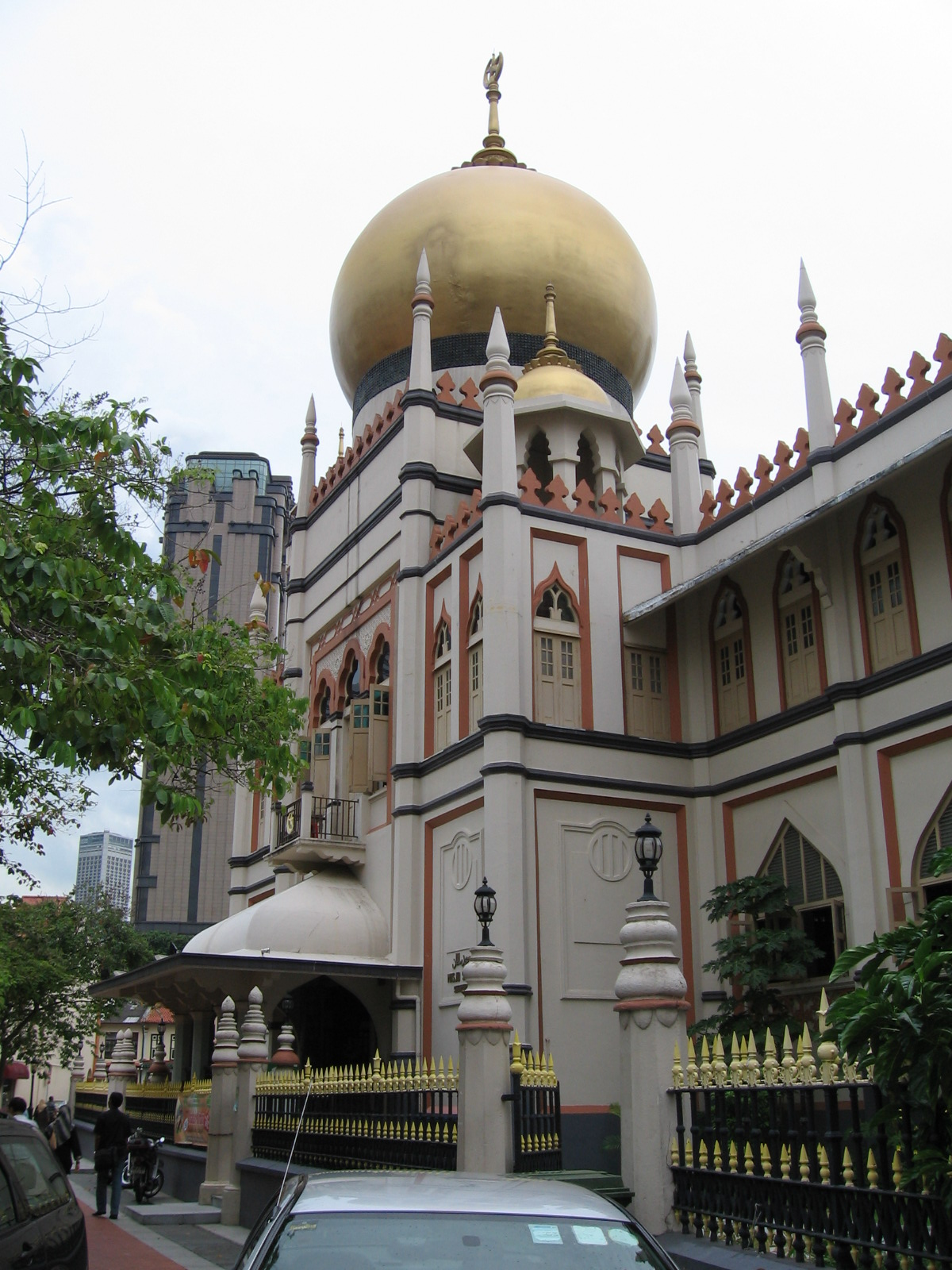
Мечеть Султана

Мечеть султана Хуссейна или Мечеть Султана (англ. Sultan Mosque, малайск. Masjid Sultan; кит. упр. 苏丹回教堂, пиньинь Sūdān Huìjiàotáng) — самая старая из сохранившихся мечетей в Сингапуре. Мечеть считают одной из самых значимых мечетей Сингапура.

## История
Мечеть строилась султаном Хуссейном — шахом Джохора с 1824 по 1826 гг. Он построил мечеть рядом со своим дворцом. Этот проект, с двухъярусной пирамидальной крышей, был типичным для Восточной Индии.
Управлялась и возглавлялась мечеть шахом Алауддином, внуком Хуссейна, до 1879, когда он передал её пяти местным руководителям общины. В 1914 г. арендный договор был продлён правительством на 999 лет.
К началу 1900-х Сингапур стал центром исламской торговли, культуры и искусства. Мечеть Султана скоро стала слишком маленькой для этого расцветающего сообщества. В 1924, в год столетия мечети, опекуны одобрили план установить новую мечеть. Старая мечеть к тому времени уже была в плохом состояния.
Архитектор Дэнис Сэнтри строил её в сарацинском стиле, включая минареты и балюстрады. Мечеть была закончена через 4 года, в 1928 году.
Она вмещает в себя 5000 верующих и предназначена только для мужчин-мусульман, женщины молятся в галерее на втором этаже.
Мечеть Султана осталась неизменной с тех пор, несмотря на Вторую мировую войну, ремонту был подвергнут только главный зал в 1960-х гг. и в 1993 году.
Национальный памятник с 14 марта 1975 года.

## Особенности

### Молитвенный зал
С южной и северной сторон зал обрамляют 8 арочных пролётов по 6 колонн с каждой стороны.
Ковры в зале — дар саудовского принца.

### Купола и минареты
2 купола и 4 минарета — свидетельства арабского стиля с мавританским оттенком. Крышу обрамляют 40 стройных, той же формы, что и минареты, шпилей.